# Матеус, Джонас
Джо́нас Мате́ус (англ. Jonas Matheus; род. 29 июля 1986, Виндхук) — намибийский боксёр, представитель легчайших весовых категорий. Выступал за сборную Намибии по боксу в первой половине 2010-х годов, серебряный призёр национального первенства, участник летних Олимпийских игр в Лондоне. Начиная с 2014 года боксирует на профессиональном уровне, чемпион Намибии среди профессионалов.

## Биография
Джонас Матеус родился 29 июля 1986 года в Виндхуке, Намибия. Серьёзно заниматься боксом начал сравнительно поздно — в возрасте 24 лет в 2010 году.

### Любительская карьера
В 2011 году стал серебряным призёром чемпионата Намибии по боксу, уступив в финале легчайшего веса Йоханнесу Сайману, и вошёл в состав намибийской национальной сборной.
На африканской олимпийской квалификации в Марокко дошёл до стадии четвертьфиналов. Благодаря череде удачных выступлений удостоился права защищать честь страны на летних Олимпийских играх 2012 года в Лондоне — уже в стартовом поединке легчайшей весовой категории был остановлен итальянцем Витторио Парринелло.
После лондонской Олимпиады Матеус остался в составе боксёрской команды Намибии и продолжил принимать участие в крупнейших международных турнирах. Так, в 2013 году он одержал победу на домашнем международном турнире Best of the Best в Онгуэдиве. Год спустя побывал на Кубке африканских наций в ЮАР, однако попасть здесь в число призёров не смог.

### Профессиональная карьера
В сентябре 2014 года Джонас Матеус успешно дебютировал на профессиональном уровне. Выступал преимущественно на территории Намибии, в течение первых двух лет провёл восемь поединков, пять выиграл и два проиграл, тогда как в одном случае была зафиксирована ничья.
В мае 2017 года единогласным решением судей победил соотечественника Джулиуса Шитени и завоевал тем самым титул чемпиона Намибии во второй легчайшей весовой категории.